# آستیه نیکلا
آستیه نیکلا (فرانسوی: Astier Nicolas‎؛ زادهٔ ۱۹ ژانویهٔ ۱۹۸۹) ورزشکار سوارکاری اهل فرانسه است.
وی همچنین برندهٔ جوایزی همچون لژیون دونور (شوالیه) و مدال طلا شده‌است.
وی در مسابقات کشوری و بین‌المللی در مجموع برندهٔ ۱ مدال طلا، ۱ مدال نقره، ۱ مدال برنز شده‌است.